# Elsa Beata Bunge
Elsa Beata Bunge, nascuda Elsa Beata Wrede, (18 d'abril de 1734 - 19 de gener de 1819) fou una botànica i escriptora sueca.

## Biografia
Era filla del polític i noble Fabian Wrede. El 1761 es va casar amb el governant Sven Bunge. Fou una entusiasta amateur botànica i tenia grans hivernacles coneguts com a Beateberga, "La muntanya de Beata". Es va fer molt coneguda com a botànica i va escriure l'obra Sobre la naturalesa de les vies per direcció de la seva forma (1806).